# かるた (漫画)
『かるた』とは竹下けんじろうによる日本の漫画作品。競技かるたを題材にした漫画としては、『ちはやふる』よりも先んじていた。題字は雨宮慶太によるもの。『週刊少年チャンピオン』で2006年11月30日発売号から連載されていたが、2007年4月19日発売号（2007年21号）で「第一部完」として連載を終了した。単行本は2巻まで発売されている。
当初は再開を考えていたが、後に編集長より現在の『チャンピオン』での再開は無いと言われたという。これに関して作者は編集長の一存で打ち切られたのではなく、あくまで読者の声の結果としている。

## ストーリー
“神の反射神経を持つ男”と称される天才ゲーマー・軽部太一は不注意の事故によりかるたの全国高校生大会を控えた小野千歳の右腕を骨折させてしまう。太一は責任を感じ、千歳の代わりに大会へ出場すべく、幼馴染の大江由利子と共にかるた同好会に入部する。太一は次第にかるたにのめり込んでゆき、かるたの全国高校生大会に出場する。

## 登場人物
軽部 太一（かるべ たいち）
かるた宇宙一を目指す主人公。都立千尋高等学校2年A組。
性格は単純、負けず嫌いで、好きなことにはとことん熱中する。少々デリカシーに欠ける面もある。格闘ゲーム『アルティメットファイターズ』（UF）の前年王者でその世界では「“神の反射神経を持つ男”」と称されている。なお大会を連覇した後にかるたに専念するため格闘ゲーム界からの引退を表明する。
かるたの大会を控えた千歳に怪我をさせた責任を負い、かるた同好会に入部。以後かるたに熱中するようになり、驚異的なスピードで上達する。
機転のよさや眼力、持ち前の反射神経などにより独特の戦法を編み出すことがある。
小野 千歳（おの ちとせ）
かるた同好会部長。都立千尋高等学校2年C組。
性格は真面目で強気。しかし、実は脆い一面もある。
かるたはA級五段の実力者であるが、右腕の骨折により競技に参加できなかった時期があった。現在は回復し、試合にも出場している。
同好会では主に太一や由利子の指導役である。
大江 由利子（おおえ ゆりこ）
太一の幼馴染で隣人。都立千尋高等学校2年A組。
性格はほんわかマイペース。見たものを写真のように覚えられる「瞬間視」という能力を持つ。胸が大きい。
太一と共にかるた同好会に入部。かるたに有利な瞬間視の能力を持つものの、札を取るのが遅いのが難点。しかし、千歳や蘭の指導を受けて徐々に上達する。
太一や千歳など、何か一つのことに夢中になれる人を見ているとワクワクする。
壬生 蘭（みぶ らん）
かるた同好会のOG。20歳の東大生。かるたのA級六段で、準クィーンになるほどの実力者。
関西弁で常に着物姿。｢瞬撃｣、｢愉快｣など文字の入った扇子を持っている。
身なりは小さいが強気な性格。面倒見のよい姉御気質でもある。料理が上手。
実家は京都のお寺。
宮原 まりも（みやはら まりも）
都立千尋高等学校の古文教師でかるた同好会の顧問。
生徒を優しく見守るおっとりした先生。あだ名は｢宮ッチ｣。
車の運転は苦手。
作者が運営するサイトの日記にて本名が「宮原まりも」である事が明かされた。
高円寺 沙紗（こうえんじ さーしゃ）
千歳の幼なじみの少女。ロシア人とのハーフ。かつて千歳と小中学校時代に同じ百人一首部に所属していた。
千歳とは訣別状態であったが、紆余曲折を経てかるた同好会に入部する。
新体操の経験で身につけた関節の柔軟性を生かしての札の取り方を身につけている。現在はB級。
天王寺 智（てんのうじ さとり）
かるたの現クィーン。謎めいた人物。千歳と太一に関心を示す。
軽部 アツ子（かるべ アツこ）
太一の姉でミロク運輸に勤務するトラック運転手。「女夜叉」の異名を持つ。
蛭田 翔（ひるた しょう）
白金高校に通うイケメンモデル。かるたに熱くなる奴をバカにしている。
D級で優勝を重ねながら、負けるのが嫌でC級には昇級してこなかった。
D級決勝戦での太一との試合で卑怯な手段を使い勝ちを狙うが敗北。その悔しさからC級で再び太一に真剣勝負を挑むが、またしても敗北。
鞍馬 永劫（くらま えいこう）
東大3回生。蘭の先輩。
大会では実力者の千歳や蘭を破り優勝する達人。
初対面の太一に「君の歌留多は邪道だ」と一喝する厳しい面も。

## 単行本
- 第1巻 ISBN 978-4-253-21291-5
- 第2巻 ISBN 978-4-253-21292-2